# Brielles
Brielles (bret. Brielloù) – miejscowość i gmina we Francji, w regionie Bretania, w departamencie Ille-et-Vilaine.
Według danych na rok 1990 gminę zamieszkiwały 484 osoby, a gęstość zaludnienia wynosiła 42 osoby/km² (wśród 1269 gmin Bretanii Brielles plasuje się na 838. miejscu pod względem liczby ludności, natomiast pod względem powierzchni na miejscu 785.).